# Miguel Odalis Báez
Miguel Odalis Báez Camino (La Romana, 29 de septiembre de 1983) es un futbolista dominicano. Se desempeña como portero en el Atlántico Fútbol Club  de la Liga Dominicana de Fútbol.

## Trayectoria
| Club                    | País                 | Año         |
| ----------------------- | -------------------- | ----------- |
| Kristiansund BK         | Noruega              | 2004 - 2005 |
| America Do Rio          | Brasil               | 2006 - 2007 |
| Club Sportivo Cerrito   | Uruguay              | 2007 - 2009 |
| Club Barcelona Atlético | República Dominicana | 2009 - 2011 |
| Antigua Barracuda FC    | Antigua y Barbuda    | 2011 - 2013 |
| SAP FC                  | Antigua y Barbuda    | 2014-2015   |
| Club Barcelona Atlético | República Dominicana | 2015-2016   |
| CA Pantoja              | República Dominicana | 2016-2021   |
| Moca FC                 | República Dominicana | 2022-2024   |
| Atlántico FC            | República Dominicana | 2025-       |

## Palmarés
| Título                                    | Club       | País                 | Año  |
| ----------------------------------------- | ---------- | -------------------- | ---- |
| Campeonato de Clubes de la CFU 2018       | CA Pantoja | República Dominicana | 2018 |
| Liga Dominicana de Fútbol 2019            | CA Pantoja | República Dominicana | 2019 |
| Supercopa de la República Dominicana 2020 | CA Pantoja | República Dominicana | 2020 |